# Koç Holding
Koç Holding — найбільший приватний фінансово-промисловий конгломерат Туреччини, належить впливовій сім'ї Коч. Заснований 1926 року. Входить в список Forbes Global 2000, штаб-квартира розташована в Стамбулі. У 1993 році сім'я Коч відкрила в стамбульському районі Сариєр приватний університет Коч.
Станом на 2015 рік оборот Koç Holding становив 31,371 млрд дол., активи — 27,4 млрд дол., ринкова вартість — 12,6 млрд дол., прибуток — 1,24 млрд дол., в компанії працювало 81 тис. співробітників. Основні сфери діяльності: автомобільна промисловість, виробництво побутової електротехніки, харчових продуктів, роздрібна торгівля, енергетика, фінансові послуги, туризм, будівництво та інформаційні технології.
На компанії, що входять в Koç Holding, припадає близько 10 % національного виробництва (у тому числі 45 % виробництва автомобілів), 9 % експорту і 18 % ринкової капіталізації стамбульської фондової біржі; в холдинг входять 5 з 10 найбільших турецьких компаній.

## Власники та керівництво
З 2003-го року по початок 2016 року посаду голови Koç Holding займав Мустафа Коч (1960—2016), онук засновника, Вехбі Коча.

## Найбільші компанії Koç Holding
- Ford Otosan — найбільший турецький автовиробник, спільне підприємство з Ford[6].
- Otokar — великий виробник автобусів і військової техніки[7].
- TOFAŞ — великий автовиробник, спільне підприємство з Fiat[8].
- Arçelik — великий виробник побутової електротехніки з заводами в Туреччині, Румунії, Росії, Китаї і ПАР[9].
- Aygaz — найбільший турецький дистриб'ютор скрапленого та природного газу[10].
- OPET — великий дистриб'ютор палива та мастил[11].
- Tüpraş — найбільша турецька нафтохімічна компанія, спільне підприємство з Royal Dutch Shell[12].
- Migros — велика мережа супермаркетів[13].
- Koçtaş — велика мережа магазинів товарів для ремонту і вдома, спільне підприємство з B&Q[14].
- Yapı ve Kredi Bankası — великий банк і фінансова компанія, спільне підприємство з UniCredit[15].
- Divan Group — найбільша готельна мережа[16].

Серед найважливіших партнерів Koç Holding на турецькому ринку — Ford, Fiat, LG Electronics, UniCredit, Royal Dutch Shell, Case New Holland, B&Q, Kaneka Seeds і AES Mont Blanc.

## Підприємства Koç Holding в Україні
- BEKO Ukraine LLC — входить в холдинг через концерн Arçelik A.S.[17]